# Durdat-Larequille
Durdat-Larequille ist eine französische Gemeinde mit 1.317 Einwohnern (Stand: 1. Januar 2022) im Département Allier in der Region Auvergne-Rhône-Alpes. Sie gehört zum Kanton Montluçon-3 im Arrondissement Montluçon.

## Geographie
Durdat-Larequille liegt etwa zwölf Kilometer südsüdöstlich von Montluçon.

### Nachbargemeinden
Umgeben ist Durdat-Larequille von den Nachbargemeinden Néris-les-Bains im Norden, Commentry im Osten, La Celle im Südosten, Ronnet im Süden, Arpheuilles-Saint-Priest im Süden und Südwesten sowie Villebret im Westen und Nordwesten.

## Bevölkerungsentwicklung
| Jahr      | 1962 | 1968 | 1975 | 1982 | 1990 | 1999 | 2006 | 2019 |
| Einwohner | 1143 | 1089 | 1012 | 1089 | 1139 | 1109 | 1197 | 1316 |

## Sehenswürdigkeiten
- Menhir
- Kirche Saint-Martial in Durdat aus dem 12. Jahrhundert
- Kirche Notre-Dame in Larequille aus dem 19. Jahrhundert

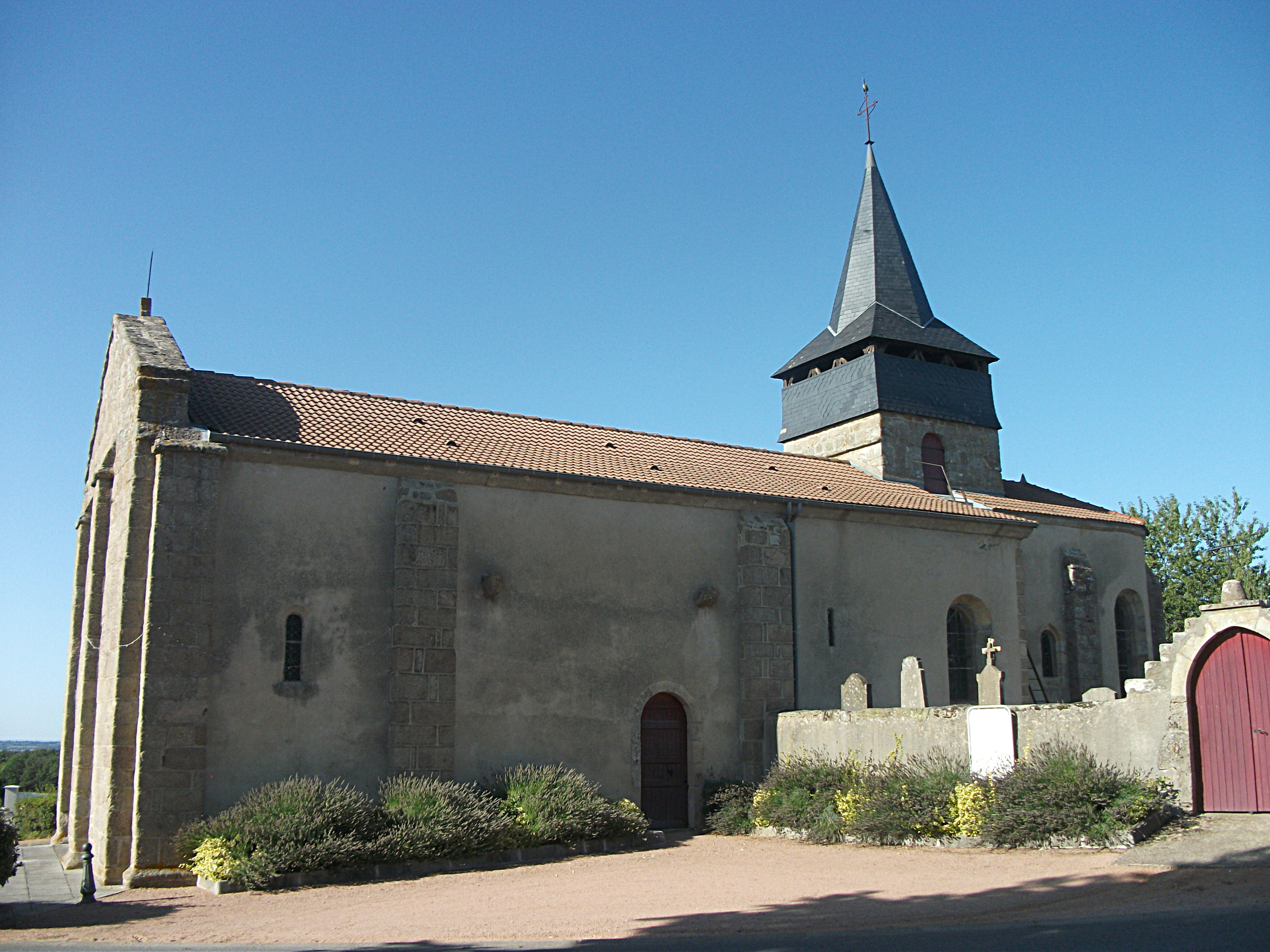
Kirche Saint-Martial

## Persönlichkeit
Christophe Thivrier (1841–1895), sozialistischer Politiker